# Batalla de Gibraltar (1407)
La batalla de Gibraltar (23 a 26 de agosto de 1407) fue una victoria naval castellano-leonesa sobre una armada conjunta de los reinos de Tlemecén, Túnez y Granada en aguas de la bahía de Algeciras, en el transcurso de la campaña del infante regente Fernando contra el reino nazarí.

## Prolegómenos
Al inicio de la campaña de 1407 contra los granadinos, el almirante de Castilla, Alfonso Enríquez, aprestó en Sevilla cinco galeras y dos leños con los que zarpó —junto a su hijo bastardo Juan Enríquez— a patrullar las costas del reino de Granada en cuanto estuvieron alistadas. Los caballeros Fernán López de Estúñiga y el normando Robin de Braquemont trajeron otras veinte naves mancas entre naos y balleneros de la Hermandad de las Marismas. Posteriormente, zarparon desde Sevilla otras ocho galeras, una urca y tres leños que se reunieron con el resto de la flota castellana en aguas del Estrecho. Con un total de trece galeras y veintiséis naves mancas, Juan Enríquez procedió a patrullar entonces entre Tarifa y Málaga.

## El combate
El 22 de agosto los castellanos avistaron una flota musulmana surta en el puerto de Gibraltar. Estaba compuesta por veintiún galeas mayores, seis leños e zabras, e otros cáravos de pasaje de cavallos, y tenía por misión asegurar el tránsito de socorros desde Berbería al Reino de Granada, habiendo desembarcado en la plaza de Gibraltar un contingente de jinetes y peones, así como víveres, pertrechos y dinero para pagar los sueldos de estos.
Al día siguiente ésta salió a tantear la fuerza de la flota castellana, produciéndose una escaramuza en la bahía de Algeciras, resultando que las galeras de los capitanes Pero Barba de Campos y Alvar Núñez Cabeza de Vaca fueron perforadas en su obra muerta. Después de este choque se decidió repartir a la gente de armas de las naves mancas entre todas las galeras en previsión de que, llegado el momento, faltase el viento y las primeras no pudiesen apoyar a las galeras, cuyas contrapartes musulmanas eran más numerosas y de mayor porte.
Un día más tarde, el 24 de agosto, aprovechando la falta de vientos que inmovilizaba a las naos castellanas, las seis galeras del rey de Granada integradas en la flota combinada musulmana salieron del puerto de Gibraltar en formación de combate en dirección a la costa de Algeciras, donde se encontraba Juan Enríquez con ocho de sus galeras. El resto de la flota castellana estaba situada en el exterior de la bahía. Al percatarse la flotilla del vicealmirante de las intenciones de los granadinos, la primera inició la boga dirigiéndose a su oponente, pero en el momento de ir a producirse la embestida, percatándose de que las otras cinco galeras de la otra escuadra castellana aún no se habían puesto en movimiento, la galera de Juan Enríquez desvió el rumbo a babor para evitar el abordaje. Al observar esta maniobra, el resto de la flotilla hizo lo mismo. Al finalizar la jornada, cuando el vicealmirante pidió explicaciones públicas a su patrón y cómitres sobre lo ocurrido, estos le contestaron que lo hicieron por ganar tiempo para esperar el refuerzo de las cinco galeras restantes.
Tras la maniobra evasiva, comenzó a soplar el viento, de modo que la otra escuadra castellana se puso en movimiento precedida de la urca para socorrer a la flotilla de Juan Enríquez. El resto de la flota musulmana que había salido en pos de la flotilla granadina, al percatarse de la movilidad de la escuadra castellana de naves mancas, vira en redondo tratando de ponerse a salvo al amparo de las murallas de Gibraltar, siendo perseguida por la galera castellana más cercana, la mandada por Alonso Arias de Corbella, la cual alcanza finalmente a la galera enemiga más retrasada trabándose un combate a corta distancia en el que se producen bajas por ambas partes. Pero debido a que la galera musulmana no ha variado su rumbo en ningún momento, las ya cercanas murallas de Gibraltar hacen desistir a la castellana de proseguir la persecución, por lo que, rompiendo el contacto con su oponente, se da por concluida la jornada.
Al día siguiente, 25 de agosto, llegó de Sevilla el capitán Fernán Rodríguez de Esquível con una galera que había estado siendo espalmada (calafateada con sebo) en las atarazanas de esa ciudad, con lo que la escuadra de galeras castellanas se incrementó hasta las catorce naves.
El combate decisivo se libró el 26 de agosto de 1407, cuando la galera de Fernando de Medina, que iba en escolta de los bateles de las naves mancas que estaban haciendo aguada en Algeciras, descubrió la partida de la flota musulmana del puerto de Gibraltar. Esta zarpó en columna de a uno poniendo rumbo sur, lo más pegada posible a la costa, a fin de evitar ser detectada. Al momento, la galera de Fernando de Medina regresó al fondeadero de la flota castellana para dar alerta, comprobando en ese momento que la flota musulmana ya estaba a la altura de Castil de Genoveses (Punta Europa). Sin conocer las intenciones de la flota enemiga, las galeras castellanas se pusieron en movimiento en dirección a las musulmanas mientras que las naves mancas levan anclas para seguir en apoyo a sus galeras, pero el fuerte viento de levante que sopla en esos momentos empuja a las mancas hacia Tarifa.
Al llegar la escuadra de galeras castellanas a la altura de Castil de Genoveses se formó una niebla tan baja que perdieron de vista la flota musulmana, por lo que tuvieron que aguardar a la orza por espacio de una media hora hasta que la niebla se disipó. En ese momento comprueban que la flota enemiga había arrumbado al norte y que, siguiendo la navegación pegados a la costa, se encontraban ya a la altura del arrabal de Gibraltar por su lado este. Según los testimonios de prisioneros musulmanes capturados posteriormente, la intención de la flota combinada enemiga era rehuir el combate y arribar a Málaga.
La escuadra de galeras castellanas se puso otra vez en movimiento —algo más alejada de la costa— en persecución de la musulmana, siendo seguida la primera por jinetes y peones enemigos a lo largo de la costa del Peñón. Mientras tanto, las galeras musulmanas, que ya habían advertido la presencia de las castellanas, siguieron la boga a un ritmo lento. Cuando los castellanos llegaron a una distancia prudencial fuera del alcance de los tiros del enemigo bajaron el ritmo de boga. Entonces detectaron por su popa la aproximación de los bateles de las naos castellanas que estaban haciendo aguada en Algeciras y de la galera que les hacía de escolta. Prosiguiendo las dos escuadras oponentes la navegación en paralelo a boga lenta, los bateles alcanzaron finalmente a las galeras castellanas a la altura de Torre Carbonera (Punta Mala, en la actual Línea de la Concepción).
Reforzadas así las galeras castellanas, cargaron en dirección a su oponente, haciendo lo mismo los musulmanes al advertir la maniobra. Pero Barba de Campos se adelantó con su galera y embistió a una enemiga, mientras que, por el ala izquierda, Alvar Núñez Cabeza de Vaca hizo otro tanto. Casi inmediatamente, otra galera musulmana embistió a la de este último por su borda libre, de modo que el castellano se encontró peleando contra dos adversarios al mismo tiempo. El vicealmirante Juan Enríquez, al darse cuenta de la situación comprometida de Alvar Núñez, embistió a su vez a una de las dos galeras enemigas para socorrer al segundo. Al mismo tiempo, la galera en la que iba el caballero normando Robin de Braquemont embiste a la mayor de las galeras de la flota musulmana y, con la ayuda de la galera de Diego Díaz de Aguirre, consiguen finalmente abordarla y tomarla. Por su parte, las galeras de Alonso Arias de Corbella y Rodrigo Álvarez Osorio también lograron tomar sendas galeras enemigas, mientras que otra de estas últimas, perforada en su línea de flotación por un disparo, se hundió rápidamente a la vista de los castellanos.
El resto de la flota musulmana que aún no habían trabado combate, catorce galeras, seis leños y zabras y algunos cárabos de transporte de caballos, al ver que los cristianos iban ganando el combate, se agruparon en la Playa de La Alcaidesa, optando la mayoría por varar allí, mientras que algunas galeras permanecieron con la proa vuelta hacia los castellanos en actitud de espera. Asimismo, tres de las galeras musulmanas que sí habían trabado combate, al darse cuenta de que sus compañeros no se iban a sumar a la lucha, lograron zafarse del acoso castellano y se reunieron con el resto de su flota.
Ante esta retirada, el vicealmirante Juan Enríquez y las otras siete galeras castellanas que aun no habían trabado combate se situaron en línea frente a los musulmanes sin atreverse a atacar, debido a su inferior número. Así, mientras los castellanos aguardaban al resto de la flota, ocupada en saquear las tres galeras enemigas que habían logrado tomar, cinco de las galeras granadinas lograron burlar la vigilancia de los castellanos y huyeron en dirección a Málaga. Algunas de las galeras castellanas salieron en su persecución, pero tuvieron que desistir al cae la noche, regresando junto a su flota.
Con la puesta de sol el viento se tornó favorable y la escuadra de naves mancas castellanas pudo al fin reunirse con sus galeras en la Torre de Carbonera, celebrándose un consejo seguidamente entre los principales de la flota castellana y acordando que, a la mañana siguiente, se haría lo posible por desembarrancar y remolcar al mayor número posible de naves musulmanas, poniendo fuego a las que no fuese posible. Pero durante la noche, "a ora de la primera campana", los moros desembarcaron todo el equipamiento de sus naves, para a continuación incendiarlas —a fin de evitar que cayeran en manos castellanas—, retirándose con su carga al amparo de Gibraltar.

## Resultado
El saldo final para la flota musulmana fue de doce galeras destruidas, una hundida, tres apresadas, seis leños y zabras destruidos así como varios cárabos de transporte de caballos. Tan solo cinco de sus galeras lograron ponerse a salvo y por parte castellana no se perdió ninguna nave.
Sin embargo, la derrota no quebrantó los ánimos bélicos del rey Muhammed VII de Granada ni detuvo las correrías mahometanas en la frontera, obligando a los cristianos a traer refuerzos. En 1408 García Fernández Manrique salió de Jerez de la Frontera con 800 lanzas para saquear los campos de Estepona, Casares (Málaga) y Gibraltar, dando muerte a 70 moros, tomando cautivos a unos pocos, y obteniendo un gran botín de vacas, ovejas, yeguas y burros.
La guerra no duró, pues se asentaron treguas por ocho meses y, tras la muerte del rey granadino, su sucesor Yusuf III decidió continuarlas. La reanudación del conflicto en 1410 culminó en la Toma de Antequera.